# ГЕС Сарп
ГЕС Сарп – гідроелектростанція на півдні Норвегії за сім десятків кілометрів на південь від Осло. Знаходячись після ГЕС Вамма, разом з ГЕС Borregaard та ГЕС Hafslund (31,9 МВт) становить нижній ступінь каскаді на найбільшій річці країни Гломмі, яка тече до протоки Скагеррак. 
Ще на межі 19 та 20 століть біля водоспаду Сарпсфоссен почали роботу станції Hafslund та Borregaard, машинні зали яких розташовуються на лівому та правому березі відповідно. З 1952-го вони використовують зведену на вершині водоспаду бетонну греблю висотою 10 метрів. 
У 1978-му гідроенергетичний комплекс доповнили третьою станцією Сарп. Її підземний машинний зал розташували на лівобережжі дещо вище за греблю, тоді як відпрацьована вода повертається до річки нижче за водоспад за допомогою тунелю довжиною 0,35 км.
ГЕС Сарп експлуатує одну турбіну типу Каплан потужністю 80 МВт. Вона використовує напір у 20,5 метрів та забезпечує виробництво 544 млн кВт-год електроенергії на рік.